# Orthrelm
Orthrelm est un groupe de metal avant-gardiste américain, originaire de Washington, D.C.. Après le split Orthrelm/Behold... the Arctopus avec Behold... the Arctopus en 2006, le groupe ne donnera plus signe depuis ce split.

## Biographie
Orthrelm est un duo composé de Mick Barr à la guitare et de Josh Blair à la batterie, qui expérimente plusieurs styles de composition et concepts musicaux non conventionnels. Selon les membres, le nom du groupe n'a aucune signification, et est inventé par Mick.
Le groupe publie quelques disques notables et importants depuis leurs débuts, au sein de projets comme Crom-Tech ou le projet solo de Mike Barr, Octis. Par exemple, leur album, Asristir Vieldriox, publié en 2002, dure 13 minutes avec un total de 99 pistes, toutes ayant en moyenne une durée d'entre 5 et 15 secondes. Depuis ce premier album, Orthrelm est resté un artefact de l'avant-garde et est considéré comme un bon exemple de la composition moderne. 
Leur album OV, est publié en juin 2005 au label Ipecac Recordings,,. Il contient une seule piste de 45 minutes de long basée sur une répétition extrêmement intense. Cet album allie la vitesse du grindcore et la répétition de la branche minimaliste de Terry Riley. En 2006, le groupe effectue un split intitulé Orthrelm/Behold... the Arctopus avec Behold... the Arctopus. Au début de 2006, le groupe est forcé d'annuler une tournée ; depuis cet événement, Orthrelm ne donne plus signe de vie.

## Discographie

### Albums studio
- 2001 : Iorxhscimtor
- 2002 : Norildivoth Crallos Lomrixth Urthiln
- 2005 : OV

### EP et splits
- 2002 : Asristir Vieldriox (EP)
- 2002 : Touchdown/Orthrelm (split album avec Touchdown)
- 2006 : Orthrelm/Behold... the Arctopus (split EP avec Behold... the Arctopus)